# Alfons Maria Wachsmann
Alfons Maria Wachsmann (Berlín, 25 de enero de 1896-Ciudad de Brandeburgo, 21 de febrero de 1944) fue un cura, un pacifista y parte de la resistencia alemana al nazismo.

## Biografía
Desde agosto de 1914 Alfons Maria Wachsmann luchó como voluntario en la Primera Guerra Mundial y no fue dado de baja del ejército hasta enero de 1919 aunque sufrió de malaria desde 1917. Sus experiencias en la guerra le hicieron pacifista.
Empezó a estudiar Teología en 1915 y terminó sus estudios en 1921. El 19 de junio de 1921 fue ordenado sacerdote y el 15 de agosto del mismo año empezó a trabajar en su primer puesto como capellán en Görlitz. En enero de 1924 fue trasladado a Berlín. El 8 de enero de 1929 se convirtió en cura en Greifswald. Fue cura en Greifswald hasta 1944. Allí entre otras cosas fue responsable de la asistencia espiritual a los estudiantes.
En mayo de 1929 Alfons Maria Wachsmann estableció un comedor para estudiantes en un orfanato. En Greifswald se dedicó especialmente a la atención pastoral de estudiantes y trabajadores. En noviembre de 1929 hizo convertir diez habitaciones libres del orfanato en habitaciones para mujeres estudiantes. A partir de 1930 dio conferencias en la parroquia de Greifswald. Luego los nacionalsocialistas se opusieron a estas conferencias porque a menudo tenían más visitantes que actos del Partido Nacionalsocialista Obrero Alemán (NSDAP) que tuvieron lugar a la misma hora. Hasta 1938 Wachsmann viajó por toda la Alemania para dar conferencias. El 1 de marzo de 1935 se doctoró.
Alfons Maria Wachsmann siempre se había opuesto a la ideología nazi. Su resistencia consistía sobre todo en su incansable esfuerzo por transmitir a la gente de su parroquia, y en particular a los estudiantes, convicciones cristianas contrarias a la ideología nazi y alentarla a permanecer firme. Wachsmann no dudó en criticar al régimen nazi en sus conversaciones, denunciar las acciones de los nazis y expresar su rechazo al nacionalsocialismo, negándose a hacer el saludo hitleriano y negándose a donar dinero al NSDAP. Además escuchó emisoras de radio extranjeras (ingleses y del Vaticano) y compartió las noticias que escuchó allí con sus feligreses y con gente con la que se encontró al ir de compras. Los nazis vigilaron sus sermones e intervinieron su teléfono.
Wachsmann escuchaba programas de radio extranjeros y pasaba la información de ellos a otra gente. El 23 de junio de 1943 Alfons Maria Wachsmann fue detenido. Fue enviado a la prisión de Tegel[cita requerida] y el 3 de diciembre de 1943 condenado a muerte por el "Volksgerichtshof" (Tribunal Popular). Fue ejecutado el 21 de febrero de 1944 en la prisión de Brandeburgo-Görden, a la edad de cuarenta y ocho años.